# Garhshankar
Garhshankar (o Garshankar, Garhshanker) è una città dell'India di 15.094 abitanti, situata nel distretto di Hoshiarpur, nello stato federato del Punjab. In base al numero di abitanti la città rientra nella classe IV (da 10.000 a 19.999 persone).

## Geografia fisica
La città è situata a 31° 13' 0 N e 76° 7' 60 E e ha un'altitudine di 268 m s.l.m..

## Società

### Evoluzione demografica
Al censimento del 2001 la popolazione di Garhshankar assommava a 15.094 persone, delle quali 7.883 maschi e 7.211 femmine. I bambini di età inferiore o uguale ai sei anni assommavano a 1.735, dei quali 985 maschi e 750 femmine. Infine, coloro che erano in grado di saper almeno leggere e scrivere erano 11.061, dei quali 6.025 maschi e 5.036 femmine.